# ساحة برج الروس
هي إحدى ساحات مدينة دمشق، تقع في منطقة القصاع، وفيها العديد من المحال التجارية والمحال الترفيهية.
يعود تسميتها بهذا الاسم لعهد احتلال هولاكو لدمشق إذ كان يقطع رؤؤس رجال المدينة ويسبي النساء وعندما كان يقطع الرؤوس كان يقيم برجاً عاليا ليعلق عليه الرؤؤس كي يخاف السكان منه؛ وبنى هذا البرج خارج سور المدينة
وسميت برج الرؤوس ونتيجة لتعريبها باللهجة الشامية سميت برج الروس.
كانت في عهد العثمانيين عبارة عن أرض زراعية خارج السور. في عهد الاحتلال الفرنسي لسوريا قاموا ببناء هذه المنطقة وبقيت حتى يومنا هذا. أما سكانها فأغلبهم من المسيحيين من مختلف الطوائف.